# Svjetsko prvenstvo u motociklizmu 1995. – 250cc
Svjetsko prvenstvo u motociklizmu u klasi 250cc za 1995. godinu je drugi put zaredom osvojio talijanski vozač Max Biaggi na motociklu Aprilia RSV 250 u momčadi Chesterfield Aprilia. 

## Raspored utrka i osvajači postolja
1995. godine je bilo na rasporedu 13 trkačih vikenda Svjetskog prvenstva i na svima su vožene utrke u klasi 250cc. 
| rb | datum              | staza                          | utrka              | službeni naziv utrke                         | pole poz.         | motocikl | naj.krug       | motocikl | pobjednik       | motocikl | drugoplasirani | motocikl | trećeplasirani    | motocikl | izvj.                                                           |
| -- | ------------------ | ------------------------------ | ------------------ | -------------------------------------------- | ----------------- | -------- | -------------- | -------- | --------------- | -------- | -------------- | -------- | ----------------- | -------- | --------------------------------------------------------------- |
| 1  | 26. ožujka 1995.   | Eastern Creek                  | VN Australije      | Australian Motorcycle Grand Prix             | Max Biaggi        | Aprilia  | Tetsuya Harada | Yamaha   | Ralf Waldmann   | Honda    | Tetsuya Harada | Yamaha   | Max Biaggi        | Aprilia  | [ 1 ] [ 2 ] [ 3 ] [ 4 ] [ 5 ] [ 6 ] [ 7 ] [ 8 ]                 |
| 2  | 2. travnja 1995.   | Shah Alam                      | VN Malezije        | Marlboro Grand Prix of Malaysia '95          | Max Biaggi        | Aprilia  | Max Biaggi     | Aprilia  | Max Biaggi      | Aprilia  | Tetsuya Harada | Yamaha   | Tadayuki Okada    | Honda    | [ 1 ] [ 2 ] [ 3 ] [ 4 ] [ 5 ] [ 9 ] [ 10 ] [ 11 ] [ 12 ] [ 13 ] |
| 3  | 23. travnja 1995.  | Suzuka                         | VN Japana          | Marlboro Grand Prix of Japan                 | Tetsuya Harada    | Yamaha   | Tadayuki Okada | Honda    | Ralf Waldmann   | Honda    | Nobuatsu Aoki  | Honda    | Sadanori Hikita   | Honda    | [ 1 ] [ 2 ] [ 3 ] [ 4 ] [ 5 ] [ 14 ] [ 15 ] [ 16 ] [ 17 ]       |
| 4  | 7. svibnja 1995.   | Jerez                          | VN Španjolske      | Gran Premio de España MX Onda                | Tetsuya Harada    | Yamaha   | Tetsuya Harada | Yamaha   | Tetsuya Harada  | Yamaha   | Max Biaggi     | Aprilia  | Luis d'Antín      | Honda    | [ 1 ] [ 2 ] [ 3 ] [ 4 ] [ 5 ] [ 18 ] [ 19 ] [ 20 ] [ 21 ]       |
| 5  | 21. svibnja 1995.  | Nürburgring                    | VN Njemačke        | Grand Prix Deutschland                       | Max Biaggi        | Aprilia  | Max Biaggi     | Aprilia  | Max Biaggi      | Aprilia  | Tetsuya Harada | Yamaha   | Tadayuki Okada    | Honda    | [ 1 ] [ 2 ] [ 3 ] [ 4 ] [ 5 ] [ 22 ] [ 23 ] [ 24 ]              |
| 6  | 11. lipnja 1995.   | Mugello                        | VN Italije         | Gran Premio d'Italia                         | Max Biaggi        | Aprilia  | Max Biaggi     | Aprilia  | Max Biaggi      | Aprilia  | Tetsuya Harada | Yamaha   | Marcellino Lucchi | Aprilia  | [ 1 ] [ 2 ] [ 3 ] [ 4 ] [ 5 ] [ 25 ] [ 26 ] [ 27 ]              |
| 7  | 24. lipnja 1995.   | Assen                          | VN Nizozemske      | 65e Dutch TT - Lucky Strike Dutch Grand Prix | Max Biaggi        | Aprilia  | Max Biaggi     | Aprilia  | Max Biaggi      | Aprilia  | Ralf Waldmann  | Honda    | Tadayuki Okada    | Honda    | [ 1 ] [ 2 ] [ 3 ] [ 4 ] [ 5 ] [ 28 ] [ 29 ]                     |
| 8  | 9. srpnja 1995.    | Le Mans - Bugatti              | VN Francuske       | Grand Prix de France                         | Max Biaggi        | Aprilia  | Ralf Waldmann  | Honda    | Ralf Waldmann   | Honda    | Max Biaggi     | Aprilia  | Tadayuki Okada    | Honda    | [ 1 ] [ 2 ] [ 3 ] [ 4 ] [ 5 ] [ 30 ] [ 31 ] [ 32 ]              |
| 9  | 23. srpnja 1995.   | Donnington Park                | VN Britanije       | 1995 British Grand Prix                      | Max Biaggi        | Aprilia  | Max Biaggi     | Aprilia  | Max Biaggi      | Aprilia  | Tetsuya Harada | Yamaha   | Ralf Waldmann     | Honda    | [ 1 ] [ 2 ] [ 3 ] [ 4 ] [ 5 ] [ 33 ] [ 34 ]                     |
| 10 | 20. kolovoza 1995. | Brno                           | VN Češke Republike | Grand Prix České Republiky                   | Max Biaggi        | Aprilia  | Tetsuya Harada | Yamaha   | Max Biaggi      | Aprilia  | Tetsuya Harada | Yamaha   | Ralf Waldmann     | Honda    | [ 1 ] [ 2 ] [ 3 ] [ 4 ] [ 5 ] [ 35 ] [ 36 ] [ 37 ]              |
| 11 | 17. rujna 1995.    | Jacarepaguá (Nelson Piquet)    | VN Rio de Janeira  | Lucky Strike Rio Grand Prix                  | Max Biaggi        | Aprilia  | Tetsuya Harada | Yamaha   | Doriano Romboni | Honda    | Max Biaggi     | Aprilia  | Tadayuki Okada    | Honda    | [ 1 ] [ 2 ] [ 3 ] [ 4 ] [ 5 ] [ 38 ] [ 39 ] [ 40 ] [ 41 ]       |
| 12 | 24. rujna 1995.    | Oscar A. Gálvez - Buenos Aires | VN Argentine       | Grand Prix Marlboro Argentina '95            | Jean-Michel Bayle | Aprilia  | Max Biaggi     | Aprilia  | Max Biaggi      | Aprilia  | Tetsuya Harada | Yamaha   | Doriano Romboni   | Honda    | [ 1 ] [ 2 ] [ 3 ] [ 4 ] [ 5 ] [ 42 ] [ 43 ] [ 44 ]              |
| 13 | 8. listopada 1995. | Catalunya - Barcelona          | VN Europe          | Gran Premio Marlboro de Catalunya            | Tetsuya Harada    | Yamaha   | Max Biaggi     | Aprilia  | Max Biaggi      | Aprilia  | Tetsuya Harada | Yamaha   | Ralf Waldmann     | Honda    | [ 1 ] [ 2 ] [ 3 ] [ 4 ] [ 5 ] [ 45 ] [ 46 ] [ 47 ] [ 48 ]       |

VN Japana – utrka prekinuta nakon 13. kruga radi jake kiše 

VN Nizozemske - također navedena kao Dutch TT 

VN Britanije - također navedena kao VN Velike Britanije 

VN Rio de Janeira - također navedena kao VN Rija, odnosno VN Brazila 

VN Europe - također navedena kao VN Katalonije

## Poredak za vozače
Sustav bodovanja
Bodove osvaja prvih 15 vozača u utrci. 
| pozicija u utrci | 1. | 2. | 3. | 4. | 5. | 6. | 7. | 8. | 9. | 10. | 11. | 12. | 13. | 14. | 15. |
| bodovi           | 25 | 20 | 16 | 13 | 11 | 10 | 9  | 8  | 7  | 6   | 5   | 4   | 3   | 2   | 1   |

| mj. | vozač                     | konstruktor | bm | momčad (tim)                    | motocikl        | bodova |
| --- | ------------------------- | ----------- | -- | ------------------------------- | --------------- | ------ |
| 1.  | Max Biaggi                | Aprilia     | 1  | Chesterfield Aprilia            | Aprilia RSV 250 | 283    |
| 2.  | Tetsuya Harada            | Yamaha      | 7  | Marlboro Team Rainey            | Yamaha YZR 250  | 220    |
| 3.  | Ralf Waldmann             | Honda       | 28 | HB Honda Germany                | Honda NSR250    | 203    |
| 4.  | Tadayuki Okada            | Honda       | 2  | Team HRC                        | Honda NSR250    | 136    |
| 5.  | Jean-Philippe Ruggia      | Honda       | 6  | Elf-Honda-Tech 3                | Honda NSR250    | 115    |
| 6.  | Nobuatsu Aoki             | Honda       | 10 | Blumex Rheos Racing             | Honda NSR250    | 105    |
| 7.  | Luis D'Antín              | Honda       | 9  | MX Honda SSP Competicion        | Honda NSR250    | 88     |
| 8.  | Kenny Roberts Junior      | Yamaha      | 82 | Marlboro Team Rainey            | Yamaha YZR 250  | 82     |
| 9.  | Doriano Romboni           | Honda       | 4  | Honda Team Agostini             | Honda NSR250    | 75     |
| 10. | Olivier Jacque            | Honda       | 19 | Elf-Honda-Tech 3                | Honda NSR250    | 66     |
| 11. | Jürgen Fuchs              | Honda       | 29 | HB Honda Germany                | Honda NSR250    | 55     |
| 12. | Jurgen van den Goorbergh  | Honda       | 17 | Maxell Team Global              | Honda NSR250    | 50     |
| 13. | Carlos Checa              | Honda       | 12 | Fortuna Honda Pons              | Honda NSR250    | 45     |
| 14. | Eskil Suter               | Aprilia     | 13 | Mohag Aprilia                   | Aprilia RSV 250 | 43     |
| 15. | Jean-Michel Bayle         | Aprilia     | 8  | Chesterfield Aprilia            | Aprilia RSV 250 | 37     |
| 16. | José Luis Cardoso         | Aprilia     | 30 | PR2 Aprilia                     | Aprilia RSV 250 | 33     |
| 17. | Roberto Locatelli         | Aprilia     | 18 | Aprilia Racing Team             | Aprilia RSV 250 | 31     |
| 18. | Niall Mackenzie           | Aprilia     | 5  | Docshop Racing                  | Aprilia RSV 250 | 26     |
| 19. | Marcellino Lucchi         | Aprilia     | 34 | Aprilia Racing Team             | Aprilia RSV 250 | 22     |
| 20. | Patrick van den Goorbergh | Aprilia     | 16 | Docshop Racing                  | Aprilia RSV 250 | 22     |
| 21. | Sadanori Hikita           | Honda       | 27 | Maxell Team Global              | Honda NSR250    | 19     |
| 22. | Takeshi Tsujimura         | Honda       | 3  | FCC Technical Sports            | Honda NSR250    | 12     |
| 23. | Alessandro Gramigni       | Honda       | 39 | Honda Team Agostini Givi Racing | Honda NSR250    | 11     |
| 24. | Osamu Miyazaki            | Aprilia     | 58 | Team Daytona Zero               | Aprilia RSV 250 | 10     |
| 25. | Adi Stadler               | Aprilia     | 22 | Veitinger                       | Aprilia RSV 250 | 7      |
| 26. | Luis Carlos Maurel        | Honda       | 23 | Maurel Competicion              | Honda NSR250    | 6      |
| 27. | Régis Laconi              | Honda       | 55 | Equipe de France GP             | Honda NSR250    | 4      |
| 28. | Bernd Kassner             | Aprilia     | 24 | Team Munich                     | Aprilia RSV 250 | 3      |
| 28. | Sebastián Porto           | Aprilia     | 93 | Team Yuki/YPF/Esco              | Aprilia RSV 250 | 3      |
| 30. | Marcus Payten             | Yamaha      | 51 | Payten Motorsport               | Yamaha YZR 250  | 2      |
| 30. | Masaki Morikane           | Honda       | 59 | Endurance Team                  | Honda NSR250    | 2      |
| 32. | Oliver Petrucciani        | Aprilia     | 15 | Edo Racing Team                 | Honda NSR250    | 2      |
| 32. | Gregorio Lavilla          | Honda       | 21 | MX Honda SSP Competicion        | Honda NSR250    | 2      |

 u ljestvici vozači koji su osvojili bodove u prvenstvu 

## Poredak za konstruktore
Sustav bodovanja
Bodove za proizvođača osvaja najbolje plasirani motocikl proizvođača među prvih 15 u utrci. 
| pozicija u utrci | 1. | 2. | 3. | 4. | 5. | 6. | 7. | 8. | 9. | 10. | 11. | 12. | 13. | 14. | 15. |
| bodovi           | 25 | 20 | 16 | 13 | 11 | 10 | 9  | 8  | 7  | 6   | 5   | 4   | 3   | 2   | 1   |

Aprilia prvak u poretku konstruktora.
| mj. | konstruktor | bod |
| --- | ----------- | --- |
| 1.  | Aprilia     | 286 |
| 2.  | Honda       | 245 |
| 3.  | Yamaha      | 231 |

 u ljestvici konstruktori koji su osvojili bodove u prvenstvu 

## Vanjske poveznice
- (engl.) motogp.com
- (fr.) racingmemo.free.fr, LES CHAMPIONNATS DU MONDE DE VITESSE MOTO
- (engl.) motorsportstats.com, MotoGP
- (fr.) pilotegpmoto.com
- (nizoz.) jumpingjack.nl, Alle Grand-Prix uitslagen en bijzonderheden, van 1973 (het jaar dat Jack begon met racen) tot heden.
- (engl.) the-sports.org, Moto - 250 cc Moto2) - Prize list
- (engl.) motorsport-archive.com, World 250ccm Championship :: Overview, wayback arhiva
- (engl.) motorsporttop20.com, Motorcycle Championships
- (engl.) progcovers.com, Motor Racing Programme Covers / FIM Grand Prix World Championship Programmes / 500cc Class / MotoGP
- (engl.) en.wikipedia.org, 1995 Grand Prix motorcycle racing season
- (tal.) it.wikipedia.org, Risultati del motomondiale 1995
- (njem.) de.wikipedia.org, Motorrad-Weltmeisterschaft 1995
- (šp.) es.wikipedia.org, Temporada 1995 del Campeonato del Mundo de Motociclismo